# 相鉄9000系電車
相鉄9000系電車（そうてつ9000けいでんしゃ）は、1993年（平成5年）から導入された相模鉄道の通勤形電車。
本項で個別の編成を示す場合は、相模鉄道での公式表記に基づき、「横浜方先頭車の車号×編成輌数」（例：9701×10）と記す。

## 概要
老朽化した6000系を置き換えるため、1993年（平成5年）から2001年（平成13年）にかけて10両編成7本（70両）が製造された。同時期には同様の目的として8000系も並行して増備が行われていた。
製造は東急車輛製造が担当しており、それまで新造車を日立製作所のみに発注してきた相鉄としては異例であった。また、後の新型式である10000系および11000系はJR東日本の車両を全面的にベースにしており、次に導入される自社開発車両は20000系となる。

## 車両概説
この節では主に製造当初の状態を示す。

### 車体

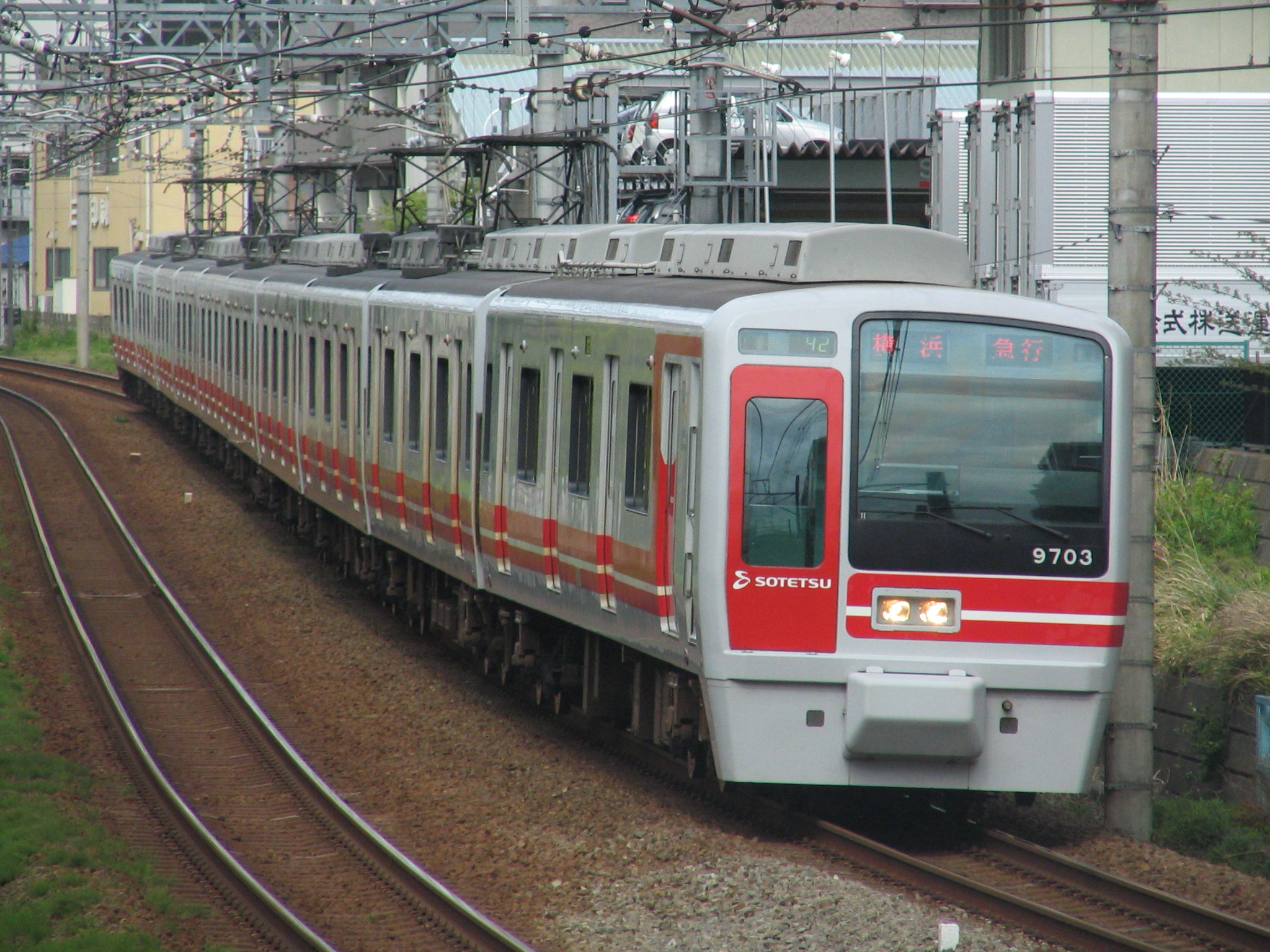
登場時の旧塗装編成

8000系と同じくアルミニウム合金製の拡幅車体が採用された。従来、アルミ車にはクリアラッカー塗装が施されていたが、金属肌の冷たさを避けるために本系列ではカラー塗装となっている。
配色は白色をベースとし、各部に赤色のアクセントを入れている。前面は、左側にオフセットされた貫通扉が7000系などのように赤色に塗られている。右側は運転台下に赤帯が入り、そのまま側面へ回っている。側面では二分割された帯が腰板部に入り、車体中央には下側の帯と一体のデザインになっている車番プレートが入れられた。側面の先頭部では、非常扉側が大きく「S」字を描く特徴的なデザインとなっている。「S」については、相模鉄道・安全・スピードを表すものとしている。白色の塗装には寿命の長いフッ素樹脂系塗料を使用することで塗装回帰を2倍に延伸している。汚れなどの観点から、増備途上より若干グレーがかった色調へ変更され、帯の白部分との差が目立つようになった。初期の編成もこれに揃えられている。
前面は縦方向に大きな曲面を設け、両サイドをカットした面構成として、シンプルかつソフトでスピード感のある形状とした。陳腐化しないデザインとしている。前照灯や貫通扉の配置は8000系とほぼ同一で、非常扉は左側にオフセットされている点は変わらないが、こちらは外開き式のスイングドアとされた。スカートも車体と連続するデザインとなっている。また相鉄では初となる大型の連結器カバーを取付け、今までにないイメージとした。中央下部に角形のシールドビーム前照灯を二つ並べ、左右の上部には標識灯が2色セットで配される。
また屋根上の冷房装置は集約分散式を初めて採用した。東芝製RPU-2218（冷房能力 10,000 kcal/h）を1両に4台搭載し、一部を除き連続カバーが取り付けられた。

### 車内設備
床材については相鉄で初めて通路部の色分けが施され、こちらは大理石模様となった。
座席はロングシートを基本に、5号車と8号車をセミクロスシートとしている。ロングシートは一人当たり450 mm幅で、相鉄としては初めて3人掛け + 4人掛けとに分割される構造とした。クロスシートとその脇の2人掛けロングシートは430 mm幅で、クロスシート部には当初吊り手が設置されていなかったが、後の改造で設置された。また、相鉄初の車椅子スペースを両先頭車に設置している。
座席のモケットは一般部はオレンジ色、優先席部は灰色の無地となる。なお優先席部は増備途上より青色へ変更され、初期の編成もそれに揃えられた。また7人掛けのロングシート部分は中央の一人分が淡色で色分けされており、着席区分を明確にするアクセントとした。
側窓は従来車と同じく電気指令油圧式自動窓とした。隣接されるボタンで簡単に開閉ができ、また乗務員室からの一斉操作も可能となっている。なお、車椅子スペース部は固定窓となる。

妻引戸はモハ9100形の海老名方にのみ設置されている。

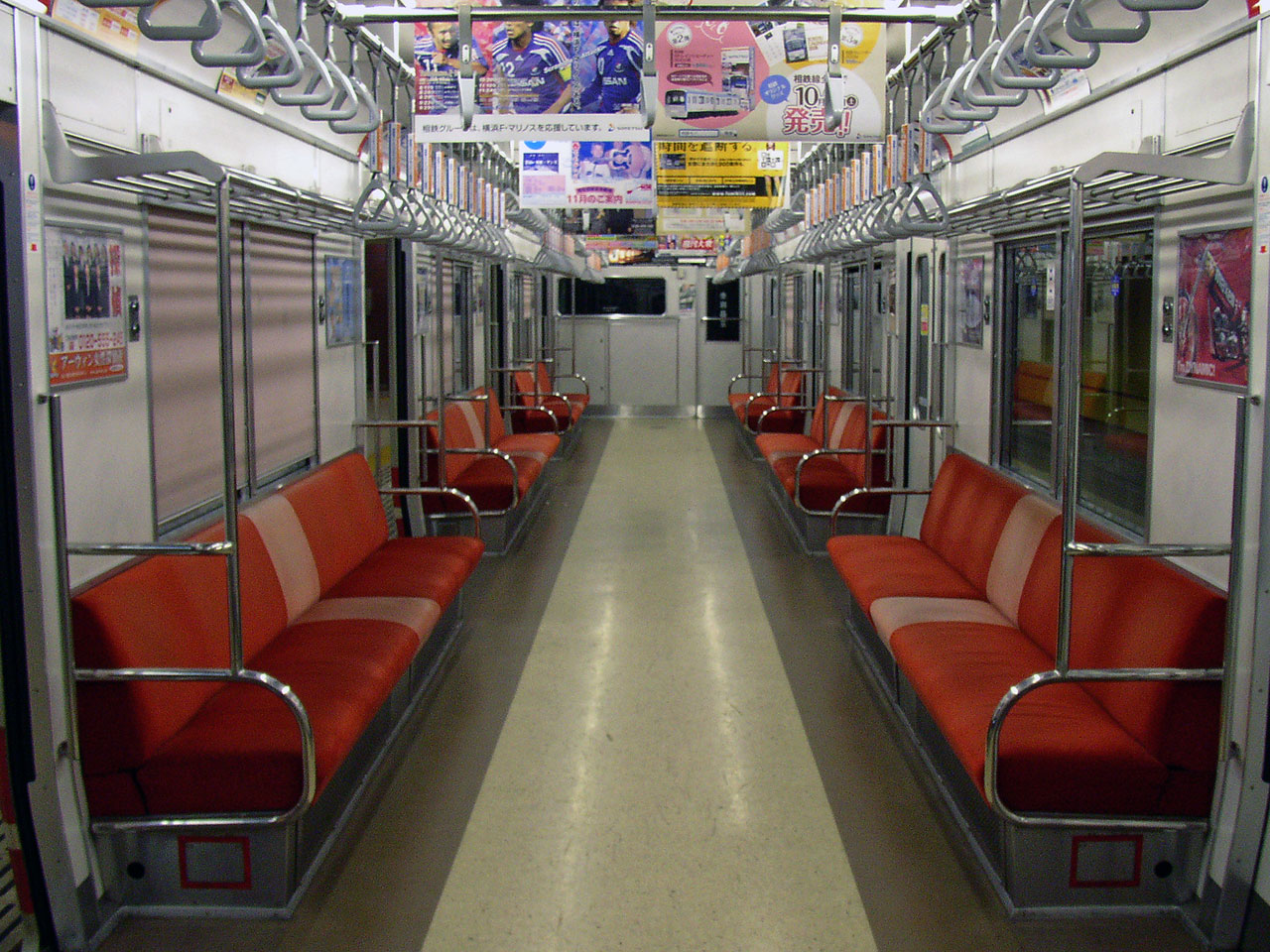
ロングシート車の車内
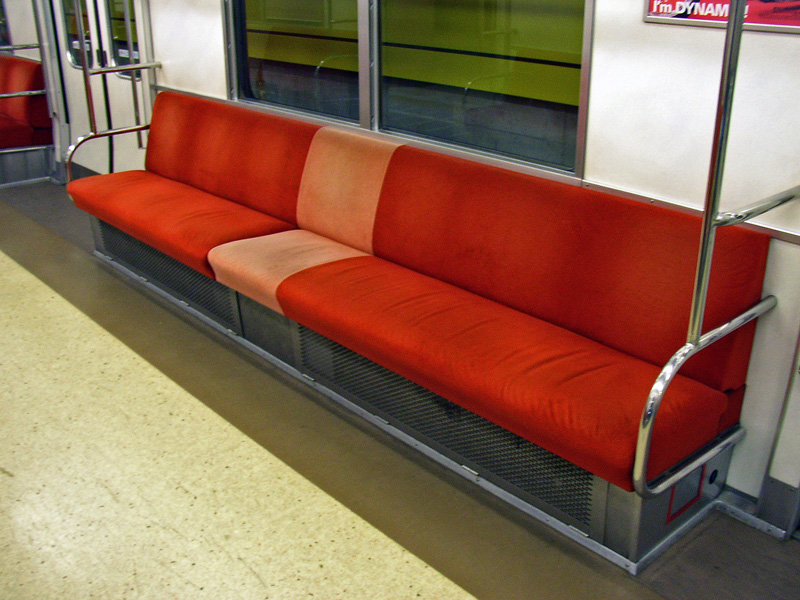
ロングシート車の座席（7人掛け）
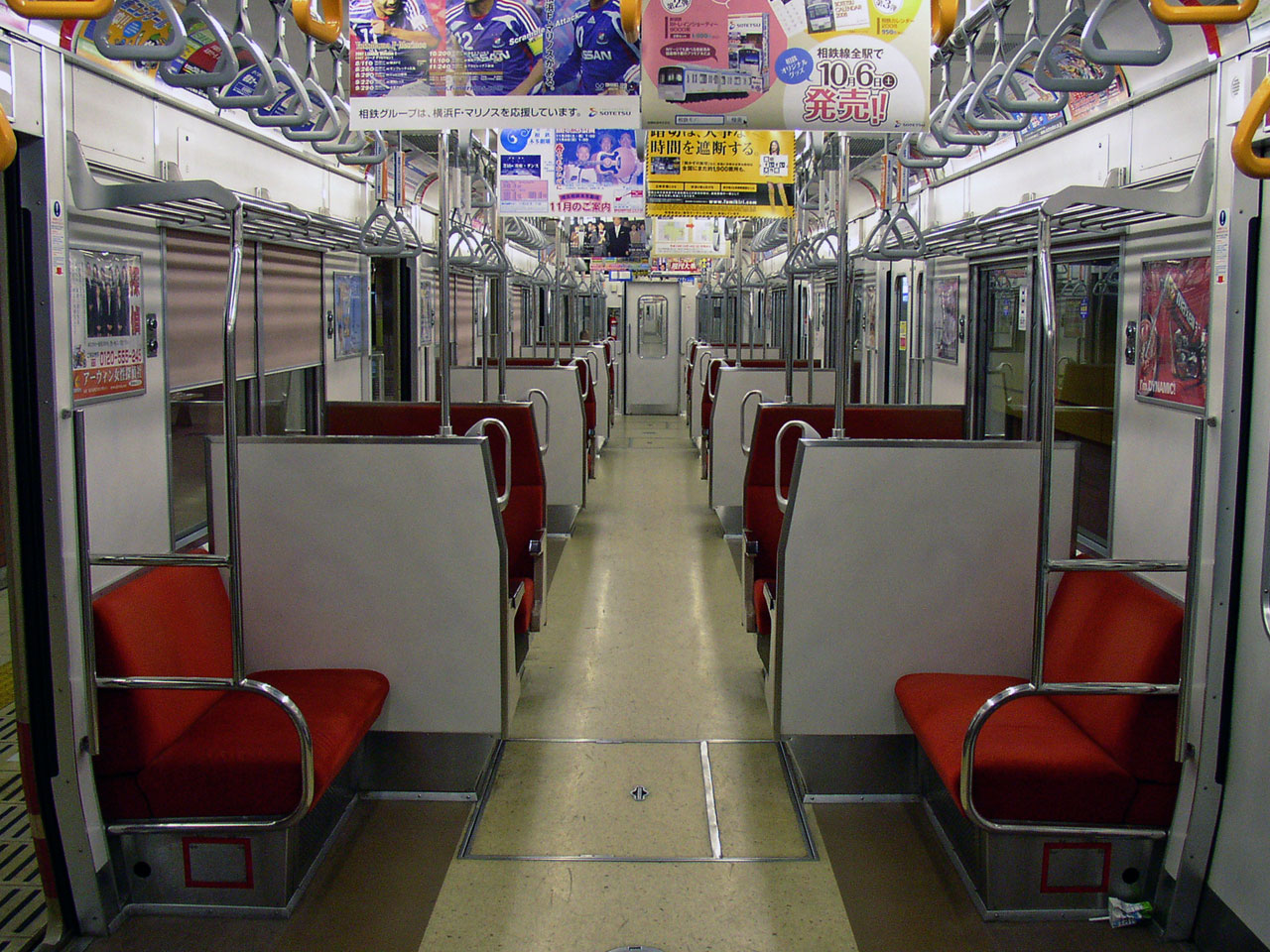
セミクロスシート車の車内
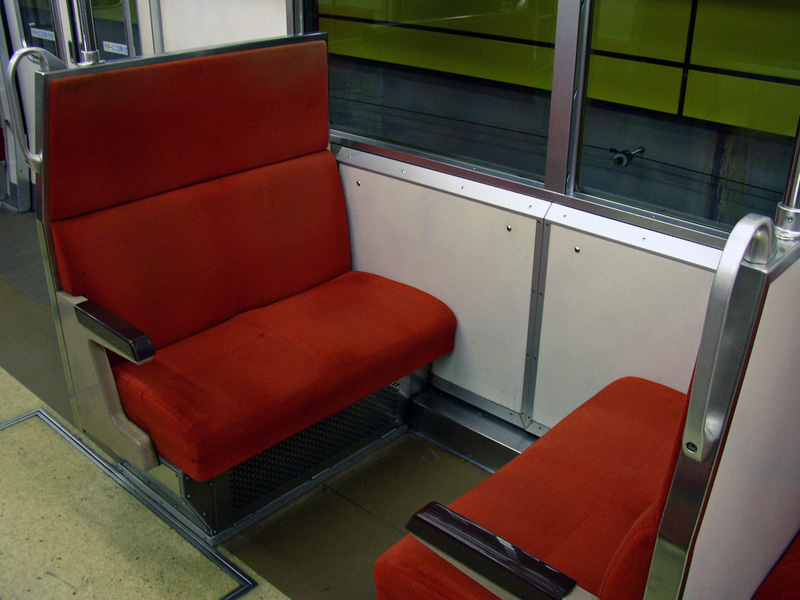
セミクロスシート車の座席（ボックスシート）
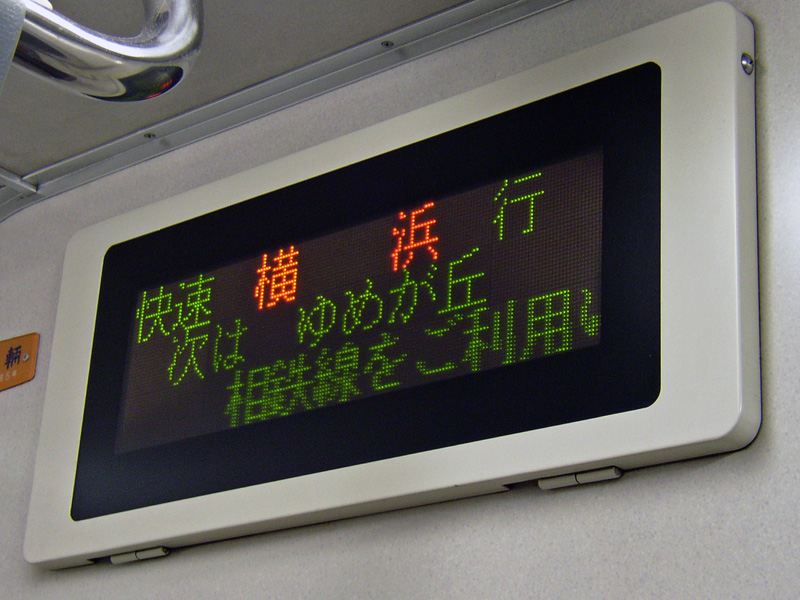
1 - 2次車の妻面に当初設置されていた車内案内表示装置
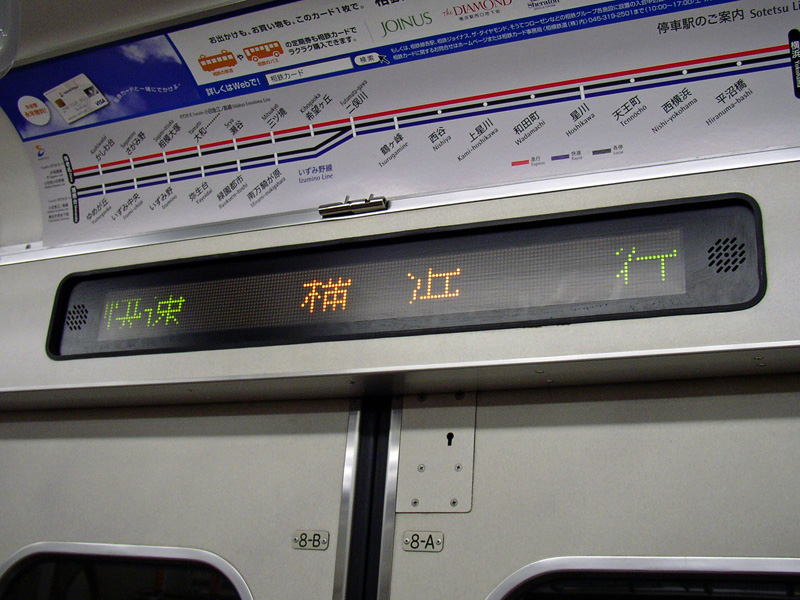
3 - 5次車の鴨居部に当初設置されていた車内案内表示装置

### 走行機器
電動車は2両を1組とするユニット方式とされた。モハ9100形には2両分8台のモーターを制御する主制御器を、モハ9200形には車内照明や冷房装置に用いる補助電源装置とブレーキやドアの開閉に用いる空気圧縮機を搭載する。また両形式とも海老名方に集電装置を備える。
主制御器は東洋電機製造製のGTO-VVVFインバータ装置（ATR-H8180-RG638-A-M）を採用した。1つのインバータで8台の主電動機を制御する1C8M制御とし、回生ブレーキを装備する。GTO素子の定格は 4,000 A, 4,500 Vである。なお、機器更新により現在は全車両が日立製VFI-HR2820Qへと改装されている。詳細は後述。
補助電源装置は東洋電機製造製のブラシレス電動発電機 (BLMG) とした。容量 180 kVAで、出力は三相AC 200 V / 60 Hz・サイリスタ式で、6000系で使用していたものを起動装置改造の上で再利用している。形式はTDK-3341AまたはTDK-3349Aで、現在は後者に統一された。
空気圧縮機はナブテスコ製の電動空気圧縮機（A1520B-HS20-2）、容量は2,100 L/minで低騒音タイプ、また除湿装置を備える。
集電装置は菱形で、形式上は東洋電機製造製のPT1600-Bとなるが、従来車からの流用品も使用されており、9702×10編成はPS13を搭載していたことで有名である。現在はシングルアーム式（PT-7103系）に統一されている。
台車は東急車輛製造製のロールゴム式空気ばね台車となる。電動台車がTS-907、付随台車がTS-908で、保守性の良い外付式ディスクブレーキ装置を装備する相鉄独自仕様である。軸間距離は付随台車では2,100 mmだが、電動台車は直角カルダンを搭載するために2,450 mmと長めにとられ、走行時には不均一なジョイント音を聴くことができる。
駆動方式は従来より実績のある直角カルダン方式で、歯車比は49 : 9 = 5.44とした。
主電動機は東洋電機製造製の三相交流かご形誘導電動機（TDK-6140-A1）を搭載する、定格出力は3000系、5000系VVVF車と同一の180 kW / 1600 rpmである。冷却方式は自己通風式。直角カルダン駆動のため、4つの取付脚で台車枠に吊り下げられる。10両編成では主制御器の都合で6両が動力車となるため、編成出力は4,320 kWとなり相鉄最大となる。

### 運転機器

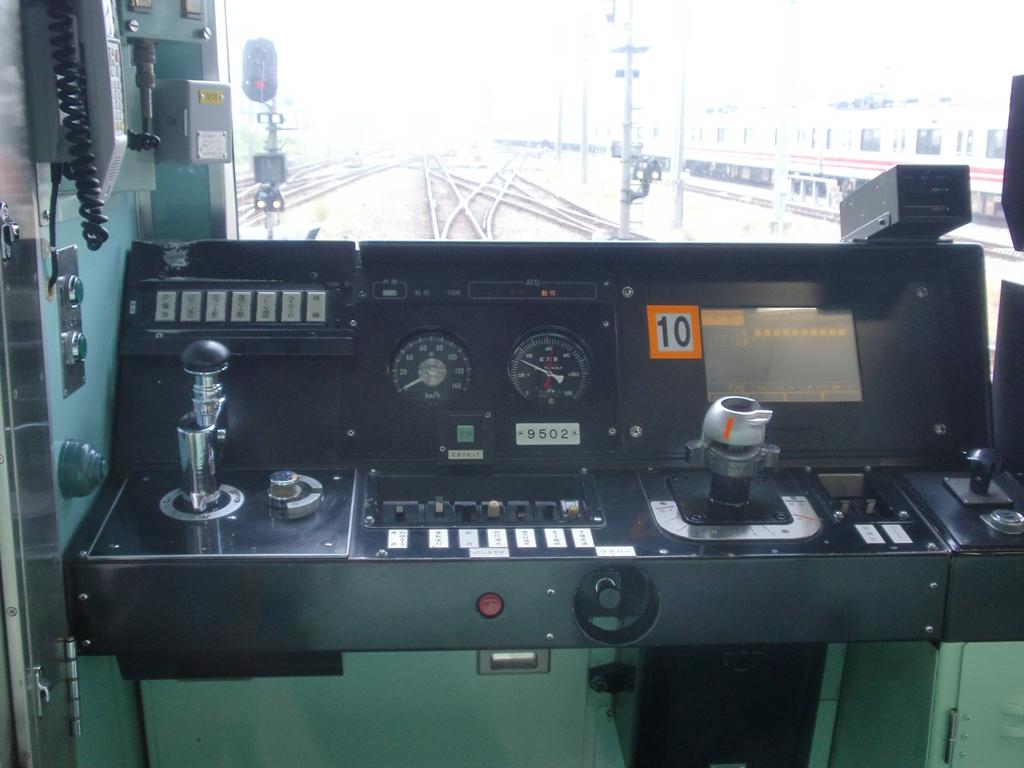
運転台（ATS-P設置改造後、モニタ装置の表示器は後年に交換されたもの）

運転台はマスコンとブレーキ設定器を備える、いわゆる2ハンドル構成である。またデッドマン装置を搭載する。保安装置は相鉄形ATS、列車選別装置、列車無線（誘導無線）を搭載していた。車両情報処理装置（日立製作所製のATI）を装備しており、車両機器の動作状況の確認、扉の開閉状況、検査時の保守支援システムなどを備えている。

## 製造時期による差異
1次車（9701×10・9702×10/1993年入籍）
- 種別・行先表示器は字幕式でそれぞれが別窓となっている[3]。車内案内表示器は妻面に設置。ドアチャイムは当初設置されていなかった。

2次車（9703×10/1995年入籍）
- 種別・行先表示機がLED式となった[3]。窓・表示器は行先側に統合され、また窓は隅のRが小さくなった。
- クーラーカバーの端部にフックを追加。

3次車（9704×10・9705×10/1996年入籍）
- 車内案内表示器がドア上（鴨居部）へ変更[3]、あわせてドアチャイムを当初より装備[3]。

4次車（9706×10/1999年入籍）・5次車（9707×10/2001年入籍）
- 当初よりシングルアーム式のパンタグラフ（PT7103-A）を搭載する[7]。これにより取付ピッチや周辺機器の配置に変化がみられる。またパンタグラフについては後年に換装された編成とはスライダーの形状が異なっていたが、9706×10は2010年3月に、9707×10は2007年10月に他編成と揃えられている。
- 優先席のモケットを青色へ変更した[7]。3次車以前の車両でもこれに合わせて交換された[7]。
- 9706×10はいずみ野線いずみ中央駅 - 湘南台駅間の開業に合わせて製造された。

これらの変更は、並行して増備された8000系でも実施されている。

## 改造工事など
この節ではリニューアル前、また非リニューアル車において実施されたものを記載する。

### JR型保安装置の設置
前述のように神奈川東部方面線計画が進んでいることにより、2008年にJR型列車無線、ATS-P、EB装置の設置が行われた。また同時に簡易モニタ装置の取付準備も行われている。ATS-Pは2014年3月30日、JR型列車無線は2015年10月3日より使用開始された。7人掛け部へのスタンションポール設置も同時に行われた。
主な変化は以下の通り。
- 両先頭車の屋根上に空間波無線アンテナを2本設置[3]。スペースの都合上、片方はクーラーカバー内部に設置[3]されたため普段は見ることができない。

- これに合わせて乗務員室の仕切り壁に新しい機器箱が設置された。この機器には車掌用の仕業表を入れられる枠が設置されている。

### 塗装変更（新塗装化）

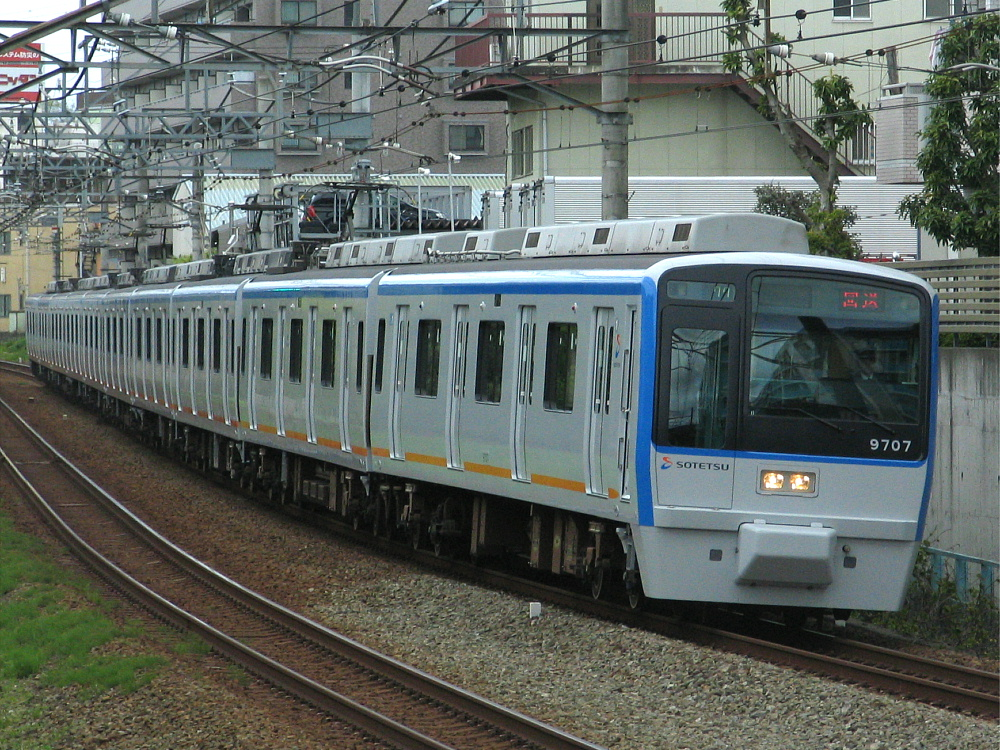
グループカラー化後の9707×10編成この編成のみ車両番号表記がプレート式のままとされていた。

2007年から、相鉄グループの新CI導入に合わせて青とオレンジを用いたグループカラーへの変更が進められた。
新しい塗り分けは当時最新型であった10000系に準じるもので、本系列の特徴であった左右非対称のデザインは目立たないものになっている。車両番号表記も、9701×10以降では10000系に準じて同じフォントのステッカー式へ変更されている。
塗装変更は並行して新7000系、8000系にも実施され、形式ごとに異なっていた塗装が一元化されていった。9707×10は相鉄車両で初めての新塗装車で、2007年4月22日にいずみ野駅で開催された展示会（撮影会）にて披露されている。
編成ごとの実施日は以下の通り。
- 9707×10：2007年4月20日 - 相鉄初の新塗装車両
- 9701×10：2007年7月10日 - この編成から車両番号の表記を変更
- 9703×10：2008年4月10日
- 9702×10：2011年11月4日
- 9706×10：2013年8月20日
- 9704×10：2014年3月20日

塗装変更は順次実施され、2014年度末には本系列の新塗装化が完了する予定であった。しかしながら、新たに本系列において外装を含めたリニューアルが決定し（詳細は後節参照）、これにより9705×10のみ新塗装化が見送られた。同編成はその後、旧塗装から直接YNB塗装に変更された唯一の例となっている。

### 機器更新
2013年から2014年にかけて主回路機器の更新が実施された。制御装置は日立製作所製のIGBT-VVVF（VFI-HR2820Q）へ変更。IGBT素子の容量は3300V,1500Aである。2レベル速度センサレスベクトル制御となる。また停止時まで回生ブレーキが動作する全電気ブレーキを搭載した。
これについては、神奈川東部方面線計画に伴う保安装置の変更に際して、従来の装置では誘導障害対策が必要であることが判明したことが理由の一つに上げられている。また当時は車両ごとにメーカーや形式が異なり予備品対応で苦慮していたために、後に機器更新が実施された8000系との共通化が図られている。
また、9701×10のみ一部の床材変更が同時に実施されている。詳細は後節参照。
編成ごとの施工時期は以下の通り。
- 9702×10：2013年11月
- 9706×10：2013年11月
- 9707×10：2013年11月
- 9705×10：2013年11月
- 9701×10：2014年2月 - この編成のみ床材変更
- 9703×10：2014年3月
- 9704×10：2014年5月

### その他の変更

#### 種別・行先表示
2014年4月27日のダイヤ改正より特急が新設され、これに先立ち種別表示の内容が更新されている。幕車ではこれと同時に既存種別にも変化があり、快速が緑→青、各停が黒（いずみ野線行きは青）→灰色にそれぞれ変更された。
2019年11月30日のダイヤ改正より通勤特急と通勤急行が新設、また相鉄新横浜線西谷駅 - 羽沢横浜国大駅の開業があり、これに先立って通勤特急・通勤急行の種別と羽沢横浜国大の行先が追加されている。

#### 車体
- パンタグラフの変更（随時実施/シングルアーム化など）
  - 2018年5月の9701×10をもってシングルアーム化が完了した。
- ロゴマーク貼り付け（2006年頃）
  - 車体前面貫通扉下部および車体側面に「S」の字をイメージした新ロゴマークが貼付された。

- 車両間転落防止装置（転落防止幌）の取付（2005年 - 2006年[10][11]）

- 側引戸（側扉）交換側扉交換・前照灯LED化が実施された9701×10編成（2020年10月20 緑園都市駅付近）

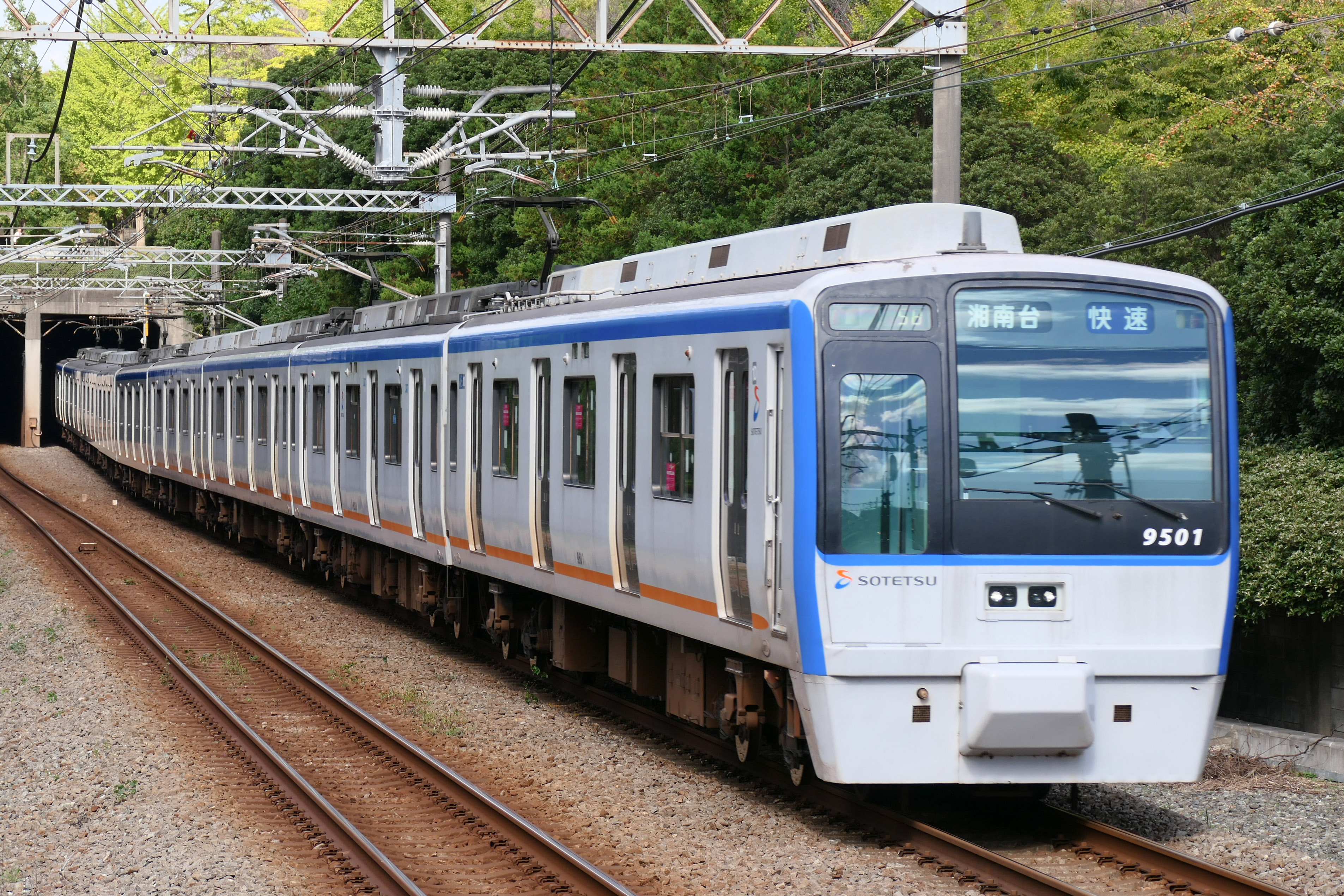
側扉交換・前照灯LED化が実施された9701×10編成（2020年10月20 緑園都市駅付近）

  - 外側がステンレス無地となっただけでなく、窓ガラスを緑がかったUVカットガラスとした[12]ほか、寸法を拡大、また支持方式を変更し室内側を平滑にした[12][注 4]。さらに室内側の化粧板が薄いピンク色となっている。後のリニューアル時にも同等の扉が採用されている。
  - 9701×10は2010年12月28日[3]、9702×10は2011年11月4日[3]に実施された。
- 前照灯のLED化（2013年3月 - 2014年6月[3]）
  - シールドビームの本体部分のみを交換。コイト電工製の二灯式で、黒色のエクステンションを介して取り付けられる。なお最初に実施された9707×10のみ、当初は白色のエクステンションを使用していた。
  - 2014年6月に相模大塚で開催された『さよなら赤帯旧塗装 車両撮影会 in 相模大塚』では、旧塗装の9705×10の前照灯を一時的にシールドビームに取り換えて展示された。
- 弱冷房車表示の変更
  - ステッカーが更新され、同時に戸袋部にも貼られた。
- 冷房装置改装（2010 - 2012年[3]）
  - 冷媒に代替フロン（R407C）を使用したRPU-2218Aへ変更[3]。カバーに変化はない。

#### 車内設備
- 優先席のモケット変更（2002年）
  - 当初灰色であった9705×10までの編成を対象。9706×10以降と同じ青色へ変更された。
- 女性専用車の設定・変更
  - 2005年5月19日から4号車に導入[13]。各部にステッカーが追加された。
  - 2019年12月2日から海老名方先頭車（本系列では10号車）に変更[14]。あわせてステッカーも変更された。
- ドアチャイムの設置
  - 当初未搭載であった2次車までが対象。音色は9704×10以降とほとんど変わらない。

- つり革の変更・増設
  - 当初未設置だったクロスシート部への設置
  - 優先席部のみ黄色いものへ交換
  - 丸形から三角形のものへ交換

- 7人掛け座席への4+3分割スタンションポール設置（2008年[15]）
  - 前述のJR型保安装置設置と同時に全編成に実施された。
- 床材の変更（2014年/9701×10のみ）
  - 9701×10の両先頭車のみに、機器更新と同時に実施された。ドア付近は凹凸のある黄色に、優先席付近はピンク系の縞模様にそれぞれ変更されている。
- ベビーカースペースの設定（2015年2月より）
  - 従来の車いすスペースに、ベビーカースペースとしての表示を追加。
- ドアステッカー変更（2015年2月より）
- 優先席のルール変更によるステッカー変更（2015年）

- クロスシートの表地変更
  - 頭の当たる背もたれ上部を、汚れの目立たないビニール・レザーに張り替えた。

- 車内案内表示器の表示内容変更
  - 駅ナンバリング導入により、2014年4月27日からナンバリング表示が開始された。駅名の後ろに「SO-○○」が付け加えられている。妻面に設置されるタイプではスペースの都合から「SO-」の部分が省略、数字のみとなっている。また鴨居部に設置されるタイプでは、終点到着時の駅名表示（例：横浜/YOKOHAMA）ではナンバリング表示がない。

- フリーWi-Fi設置（2016年より/9701×10を除く）
- 弱冷房車位置の変更
  - 2017年5月15日から、4号車の弱冷房車設定を取止め、9号車のみとなった[16]。

## リニューアル

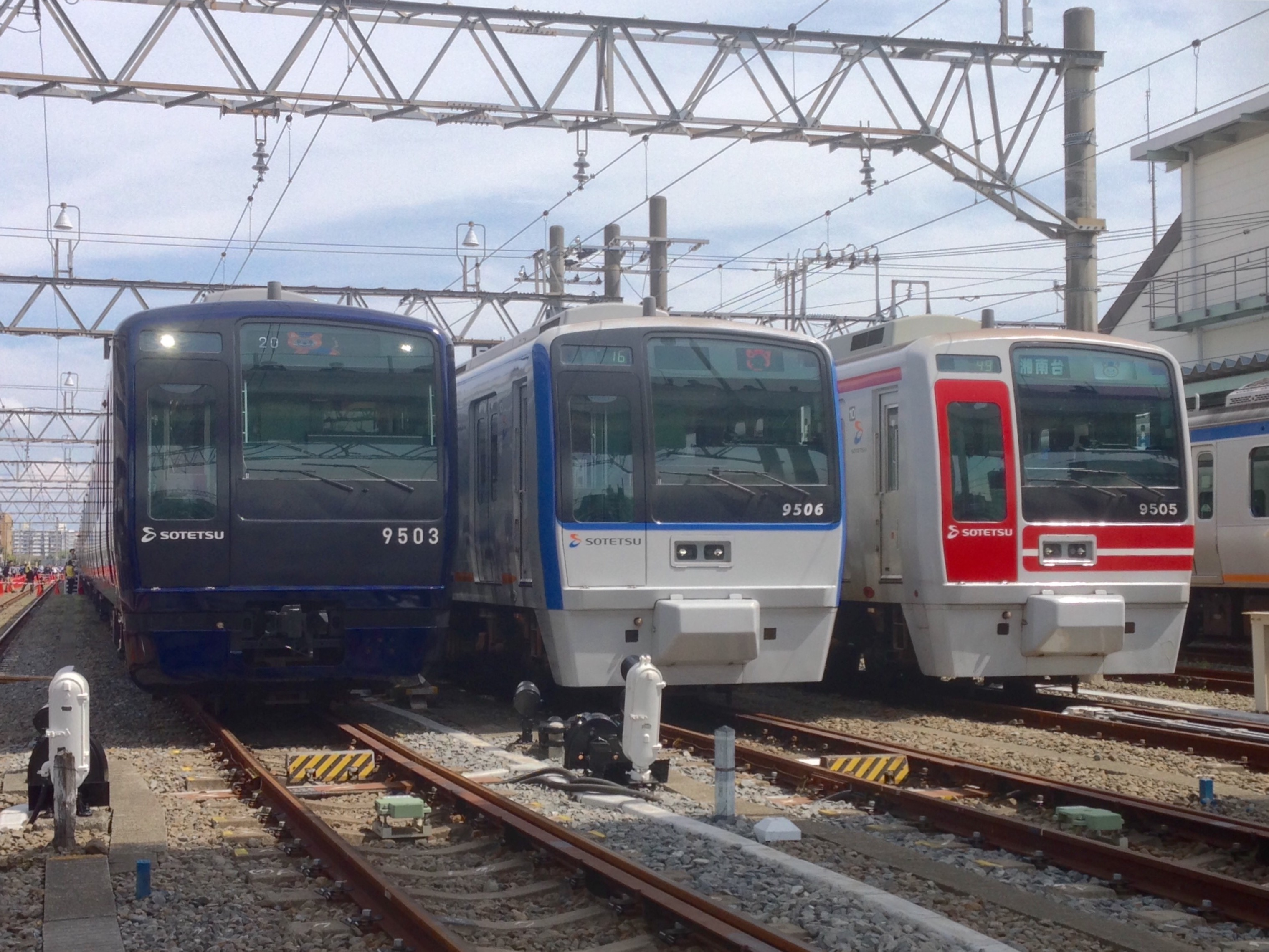
YNBリニューアル車 (9703×10)、グループカラー新塗装車 (9706×10)、旧塗装車 (9705×10) の3編成が並んだ様子（2016年4月9日、相模大塚駅構内のリニューアル車両デビュー記念撮影会にて）

2015年から2019年にかけて、相鉄創立100年に向けての「デザインブランドアッププロジェクト」に基づき内外装のリニューアルが実施された。変更部分が多いため、形式番号の末尾に「R」を付けて区別しているが、車両番号に変化はない。このリニューアルが評価され、2016年にはグッドデザイン賞を受賞した。
編成ごとの施工日は以下の通り。
- 9703×10：2016年3月4日
- 9705×10：2016年11月8日
- 9702×10：2017年6月5日
- 9704×10：2017年11月30日
- 9706×10：2018年12月12日
- 9707×10：2019年10月9日

9701×10はリニューアル工事の対象外とされ、2020年12月11日付で廃車となっている。
2016年4月9日には相模大塚留置線において『9000系リニューアル車両デビュー記念撮影会 in 相模大塚』と題した撮影会が行われ、9000系最初のリニューアル編成である9703×10と従来の新旧二つの塗装車（9706×10と9705×10）の3編成が並んだ。この際、旧塗装の9705×10は表示器が一時的に幕式へ変更されている。
翌日の4月10日には、いずみ野駅にてリニューアル車の出発式を開催、終了後はいずみ野から二俣川までいずみ野線40周年記念特別列車として運転された。さらにその後、湘南台駅10:36発の各駅停車横浜行きより一般の営業運転を開始した。なお、出発開始直後に自動放送装置およびLCDに不具合が発生したため、途中の海老名駅において運転が打ち切られ、車両交換が行われた。同車両はその2日後には営業運転に復帰している。
主な変更点を以下に記す。
外装・機器類の更新
- 塗装変更
  - YOKOHAMA NAVYBLUE（ヨコハマネイビーブルー、略称YNB）をベース[29]に、前面を艶消しの黒[3]とする塗装へ変更。
- 灯具類の移設[30]
  - 前照灯を上部（急行灯のあった位置）へ移設[3]。使用停止されていた急行灯は廃止[3]、また尾灯の形状も変更された。
- 排障装置（スカート）変更
  - 独立したデザインのものへ変更、あわせて連結器カバーが廃止された。向かって左側は内部に連結器格納箱[注 6]が設けられ開閉可能な蓋を装備[3]、向かって右側は内部に警笛が設けられ6つの穴が開いている。また、連結器を通す穴の左右には小さな切欠きが設けられており、この部分の形状が9704×10より変更されている。
- 種別・行先表示器のフルカラーLED化
  - コイト電工製のセレクトカラー表示器を採用[31]、側面は日本語と英語の交互表示となる[3]。幕式だった9702×10は、種別表示部を封鎖の上で行先表示部にLED表示器を取り付けており、窓隅のRが大きい点を除いては他の編成と同等の外観となった。
- 表記類の変更
  - 相鉄ロゴと車両番号の表記は白色へ変更された。車両番号はDIN1451をベースとしたオリジナルフォントとなっている[3]。
  - 前面のロゴ位置を若干上へ、前面の車両番号位置を下へ変更。
  - 側面は9705×10より変更が加えられ、車両番号表示を車体中央下部から戸袋部へ、側面の号車表示をドア脇から戸袋中央部へそれぞれ変更された[3]。
  - 9706×10からは弱冷房車ステッカーが20000系などと同じものへ変更された。後に他のリニューアル車もこれに揃えられている。

- TASC設置（9706×10から）
  - 床下の機器箱はATS-P装置と統合されている。後に他の編成でも実施された。
- クーラーカバーの塗色変更（9705×10から）

車内リニューアル
グレーをキーカラーに、上質で清潔感のあるものとした。
- 座席の変更
  - バケットシートとし、板状の袖仕切りを新設した。
  - 一般部のモケットはグレー系のランダムパターンとされた[30]。汚れが目立たないようにする配慮で、デジタル迷彩をモチーフとしている[30]。
  - 優先席部のモケットも一般部と同じ模様が入る。9702×10までは従来通り青系だったが、9704×10からは20000系などと同じ赤系に変更された。
  - クロスシートは、包み込むような形状へ変更し[30]、表地にはスコットランド製の本革を採用した[30]。大手私鉄の通勤型車両としては初となる[17]。また1人当たりの座席幅を20mm広げて450mmmとした[3]。
- 側引戸（側扉）交換
  - 過去に9701×10と9702×10で交換されたものと同等のものとなっている。外側がYNBに塗装されていることと、内側の化粧板が白色であることが相違点。
  - 9702×10においては、とれいん誌掲載の相模鉄道提供資料で「側引戸はリニューアル施工時に再交換」[3]とされている。
- 鴨居部
  - 車内案内表示器を鴨居部のLCD（SIS）へ変更・統一した。コイト電工製の「パッとビジョン」を採用している[31]。案内表示のみの1画面となっているが、2画面への増設準備もされている。表示内容は他形式とは異なるデザインとなっていたが、2019年11月30日ダイヤ改正より変更され、一部が12000系と同等となっている。なお、11000系では他社路線を含めた運行情報も表示されるが、本形式では表示されない。
  - 9703×10のみ、ドアチャイムが変更されていた。従来と同じ音が二回鳴るものであったが、2016年9月中旬に従来の一回へ戻されている。
  - ドアランプを設置した[3]。ドア開閉時に点滅するだけでなく、駅到着時に点灯する。

- 妻面
  - 妻引戸（貫通扉）を変更、増設している。扉の大部分がガラスとなり、また火災発生時の被害低減のため常時閉じ式のものとなった。あわせて従来貫通扉が無かった箇所[注 7]にも設置され、全ての車両間に装備された。
  - 妻引戸のガラス部分のデザインは当初、10000系などと同じロゴが貼られたものであったが、9702×10から20000系などと同じ横方向の縞模様に変更され、それ以前に施工した編成も2017年7月にこれに揃えられた。
  - 化粧板も変更され、乗務員室の仕切り部を含めて黒色の木目調のものとなった[3]。あわせて窓枠も黒色化されている。
  - また、妻窓が各車1 - 2ヶ所封鎖された[注 8]。

- その他
  - 車内の表記類を一新
  - 室内灯を変更。時間帯や季節ごとに昼光色と電球色に変化させる調光・調色機能付きのLED照明とした[31]。大手私鉄の通勤型車両としては初となる。
  - 床材をダークグレー一色に変更した。
  - 吊り手を自社開発した楕円形に変更された。
  - 自動窓の開閉ボタンはデザインが一新され、使用可能な場合はランプが点灯する。また乗務員室内のボタンは廃止された。
  - 火災対策として車内天井と空調装置の風洞を耐溶融滴下性とした。
  - 自動放送装置を搭載した。2019年11月30日より英語放送にナンバリング放送が追加された。

乗務員室内
保安装置変更や操作性向上を目的に、機器配置の変更やモニタ装置の統合が行われた。
- 車両情報装置（モニタ装置）は、保安装置改修の際において設置された簡易モニタ装置に増設する形で更新と統合化が行われた。
- 列車の行路情報をモニタ装置に記録して、折り返し駅での設定を自動化していたものを、列車の行路情報を記録したICカードを乗務員に持たせることに変更する簡素化を行った。

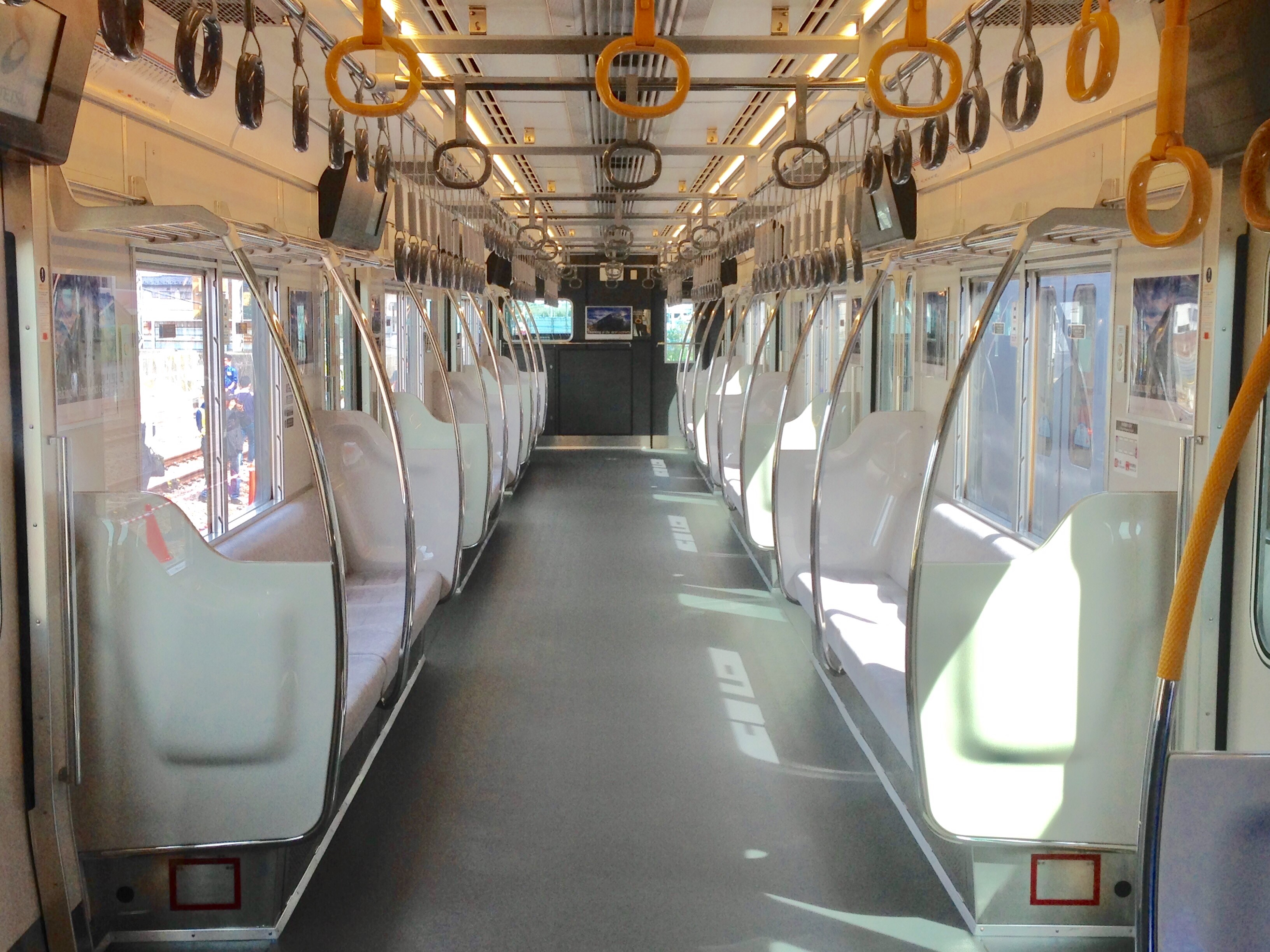
リニューアル車の車内
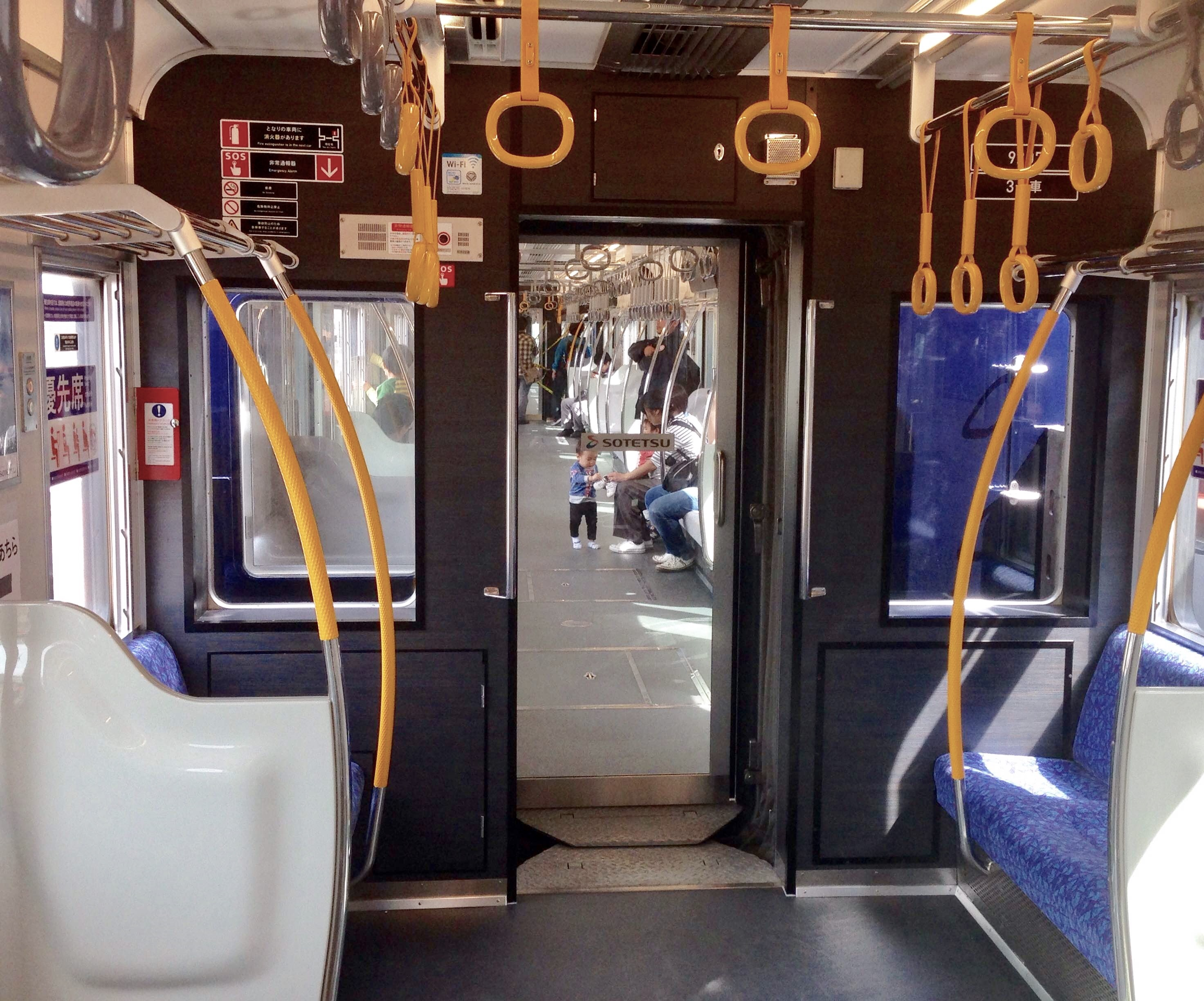
優先席部
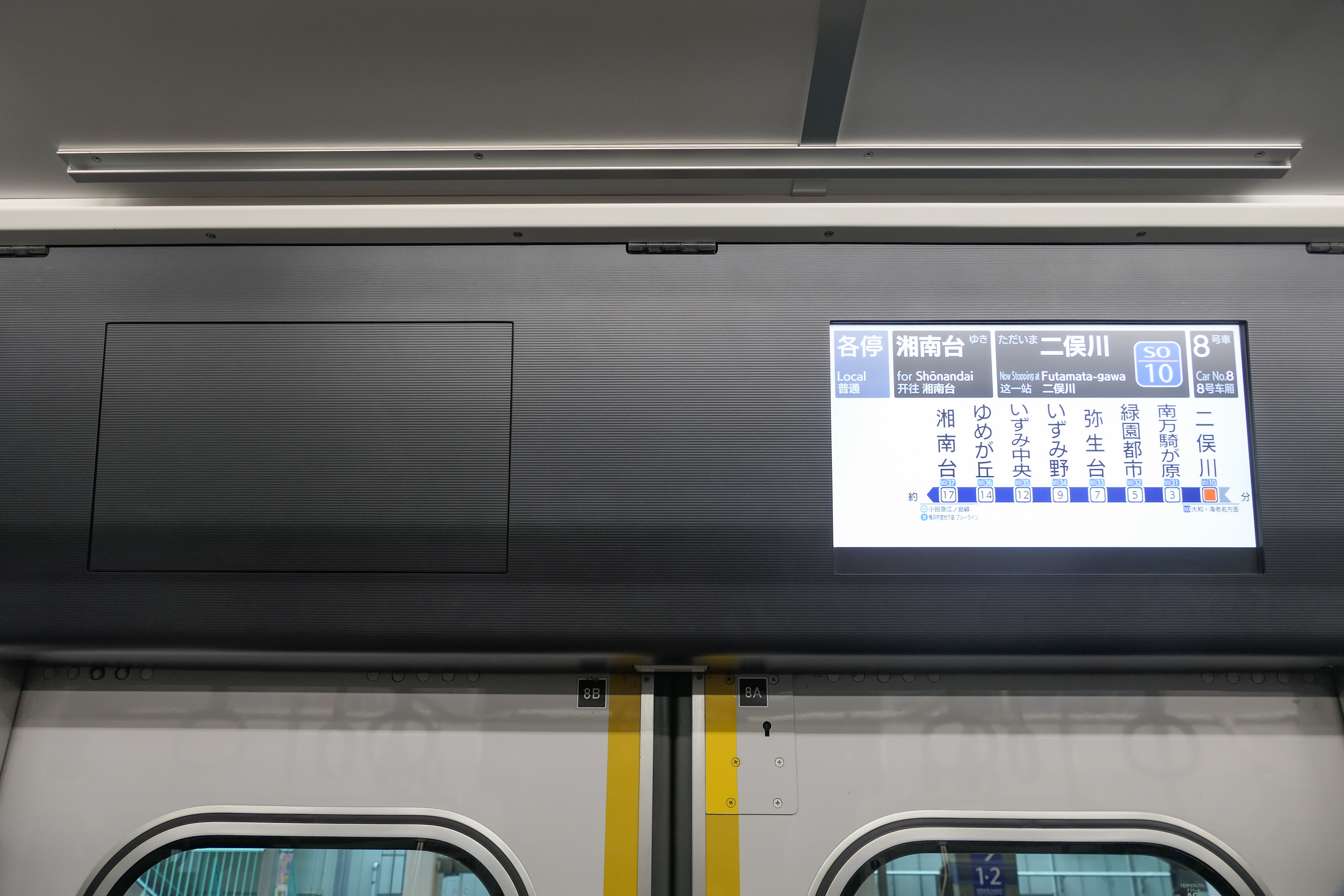
LCD式車内案内表示器
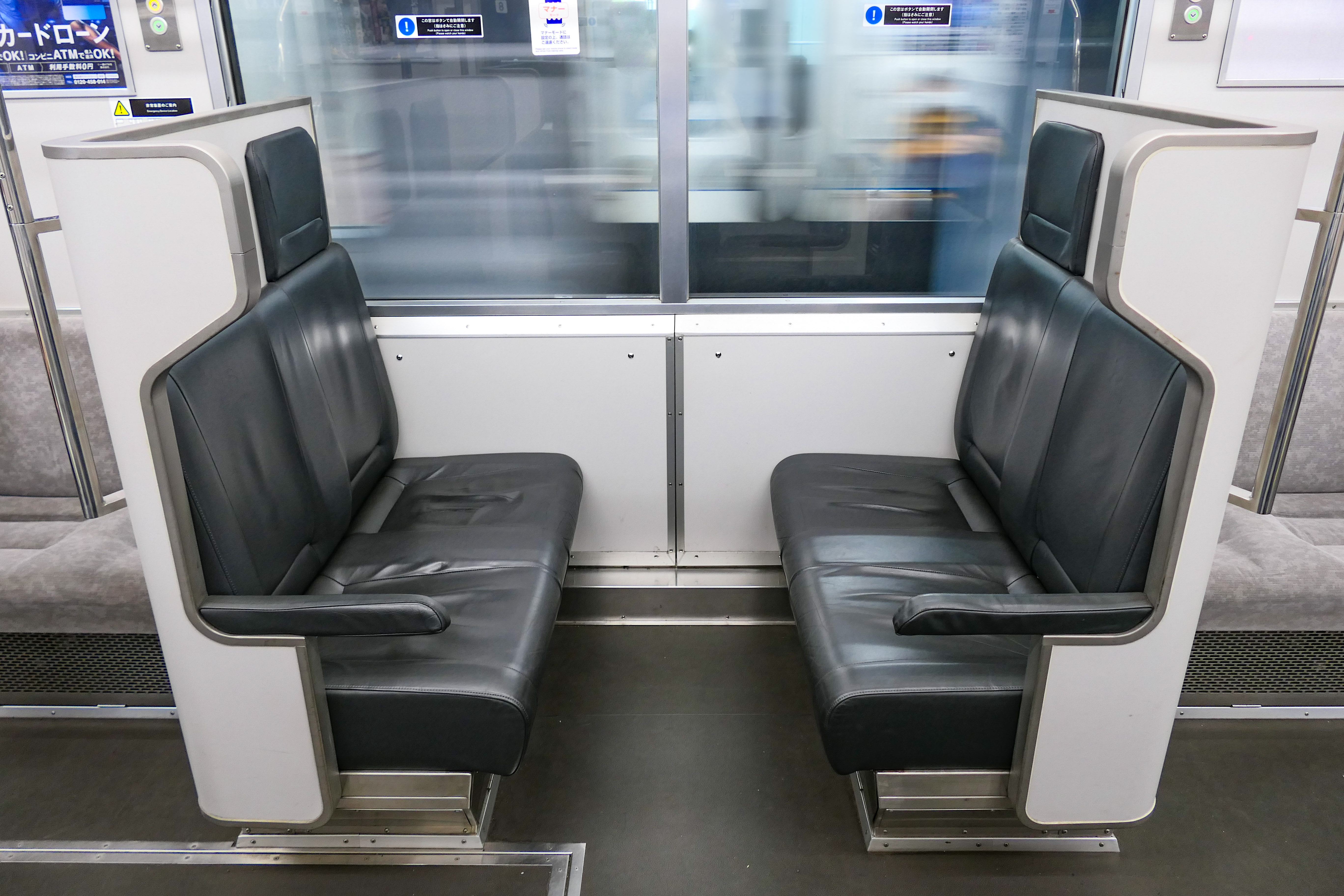
スコットランド製の本革シート

### リニューアル後の変更
※非リニューアルも含めて実施されたものについては#改造工事なども参照。
- 空調改良（2019 - 2021年）
  - ラインデリアが段階制御付きのものへ変更された。2019年度に9702×10・9704×10・9707×10の3編成[25]、2020年度に9705×10・9703×10の2編成に実施し[26]、2021年度の9706×10[32]をもって全編成への施工が完了した。

## 運用
他系列の10両編成と共通運用で、特急、通勤急行、快速、各停の全種別に使用される。また、都合によっては、8両編成の運用や相鉄新横浜線の運用を代走することがある。

## エピソード
- 車体の前面デザインや寸法については先に登場した8000系から変更を受けているが、東日本旅客鉄道（JR東日本）相模線の205系500番台に近似していたため、相鉄による相模線買収の噂における根拠として語られた。相鉄の広報誌にも、本形式による相模線への直通運転構想（後に白紙化）が記述されたことがある[33]。現在、相鉄は神奈川東部方面線を建設してJR線へ相互直通運転を行っている。
- 2011年10月より、かしわ台〜相模国分(信)の下り線で9701×10を使用した新型保安装置の性能確認試験が深夜、線路封鎖の上で実施されていた。試験後の回送は、かしわ台駅1番線まで入換扱いで下り線を逆走した。
- 9702編成は落成当初、集電装置にPS13が搭載されていた。このパンタグラフは戦後初期に普及したもので、1990年代製の新造車両に搭載されるのは極めて異例のことである。

## 編成表
|          |              | ← 横浜海老名・湘南台 → | ← 横浜海老名・湘南台 → | ← 横浜海老名・湘南台 → | ← 横浜海老名・湘南台 → | ← 横浜海老名・湘南台 → | ← 横浜海老名・湘南台 → | ← 横浜海老名・湘南台 → | ← 横浜海老名・湘南台 → | ← 横浜海老名・湘南台 → | ← 横浜海老名・湘南台 → | 備考           |
| 号車     | 号車         | 1                      | 2                      | 3                      | 4                      | 5                      | 6                      | 7                      | 8                      | 9                      | 10                     | 備考           |
| 形式     | 製造時       | クハ9700               | モハ9100               | モハ9200               | サハ9600               | モハ9100               | モハ9200               | サハ9600               | モハ9100               | モハ9200               | クハ9500               | 備考           |
| 形式     | リニューアル | クハ9700R-1A           | モハ9100R-1A           | モハ9200R-1A           | サハ9600R-2A           | モハ9100R-2A           | モハ9200R-1A           | サハ9600R-1A           | モハ9100R-3A           | モハ9200R-1A           | クハ9500R-1A           | 備考           |
| 車種     | 車種         | Tc2                    | M1                     | M2                     | T2                     | Ms1                    | M2                     | T1                     | Ms1                    | M2                     | Tc1                    | 備考           |
| 搭載機器 | 搭載機器     |                        | VVVF,PT                | MG,CP,PT               |                        | VVVF,PT                | MG,CP,PT               |                        | VVVF,PT                | MG,CP,PT               |                        | 備考           |
| 車内設備 | 車内設備     | ♿︎                     | 貫通扉                 |                        |                        | セミクロス 貫通扉      |                        |                        | セミクロス 貫通扉      | 弱冷房車               | ♿︎ 女性専用車          | 備考           |
| 車両番号 | 9701×10      | 9701                   | 9101                   | 9201                   | 9601                   | 9102                   | 9202                   | 9602                   | 9103                   | 9203                   | 9501                   | 2020.12.11廃車 |
| 車両番号 | 9702×10      | 9702                   | 9104                   | 9204                   | 9603                   | 9105                   | 9205                   | 9604                   | 9106                   | 9206                   | 9502                   |                |
| 車両番号 | 9703×10      | 9703                   | 9107                   | 9207                   | 9605                   | 9108                   | 9208                   | 9606                   | 9109                   | 9209                   | 9503                   |                |
| 車両番号 | 9704×10      | 9704                   | 9110                   | 9210                   | 9607                   | 9111                   | 9211                   | 9608                   | 9112                   | 9212                   | 9504                   |                |
| 車両番号 | 9705×10      | 9705                   | 9113                   | 9213                   | 9609                   | 9114                   | 9214                   | 9610                   | 9115                   | 9215                   | 9505                   |                |
| 車両番号 | 9706×10      | 9706                   | 9116                   | 9216                   | 9611                   | 9117                   | 9217                   | 9612                   | 9118                   | 9218                   | 9506                   |                |
| 車両番号 | 9707×10      | 9707                   | 9119                   | 9219                   | 9613                   | 9120                   | 9220                   | 9614                   | 9121                   | 9221                   | 9507                   |                |

凡例
- VVVF：主制御器 (VVVFインバータ)
- MG：補助電源装置（電動発電機）
- CP：電動空気圧縮機
- PT：集電装置（海老名方/は全てシングルアーム）
- セミクロス：セミクロスシート車
- ♿︎：車椅子・ベビーカースペース
- 貫通扉：当初より海老名方に貫通扉を装備

備考
- 編成番号の灰色（■）網掛は廃車済の編成。
- 編成番号の下線はリニューアル済であることを示す。